# Verrucoentomon mixtum
Verrucoentomon mixtum är en urinsektsart som beskrevs av Josef Nosek 1981. Verrucoentomon mixtum ingår i släktet Verrucoentomon och familjen lönntrevfotingar. Inga underarter finns listade i Catalogue of Life.